# Kartuizer anjer
De Kartuizer anjer (Dianthus carthusianorum) is een vaste plant die behoort tot de anjerfamilie (Caryophyllaceae). Hij komt van nature voor in Midden- en Zuidoost-Europa, vooral op berghellingen. Kartuizer monniken kweekten de soort vanwege de saponinen en als middel tegen reuma. De plant staat op de Nederlandse Rode Lijst van planten als zeer zeldzaam en zeer sterk afgenomen en is sinds 1 januari 2017 in dat land wettelijk beschermd in het kader van de Wet Natuurbescherming. Hij komt verwilderd voor in de buurt van Amsterdam.
Recentelijk uitgezaaid op meerdere plekken waaronder de Marker Wadden (2019)
De plant wordt 30-45 cm hoog. De smalle bladeren zijn langwerpig en de bladscheden 1-2 cm lang. De Kartuizer anjer bloeit van juni tot augustus met rode, zelden witte, 2-2,5 cm grote bloemen. De kroonblaadjes zijn getand en de vliezige schubben onder de kelk zijn bruin en versmallen plotseling in een 2-4 mm lange punt. De bloeiwijze met kort gesteelde bloemen is hoofdjesachtig met vier tot vijftien bloempjes. Een gram zaad bevat ongeveer 1000 zaden.
De Kartuizer anjer komt tussen het gras voor op zandgronden. Het is een waardplant voor de mot Coleophora dianthi.